# Boeing KC-97
Die Boeing KC-97 war ein viermotoriges Luftbetankungsflugzeug aus US-amerikanischer Produktion, entwickelt aus der Boeing C-97 Stratofreighter1). Das obere Deck konnte große Mengen Fracht über eine Ladeluke in der linken Bordwand aufnehmen oder Treibstoff (Kerosin oder Flugbenzin) in die unteren Tanks überführen. Beide Deckebenen waren klimatisiert und als Druckkabine ausgeführt.
1) Die Version als Tankflugzeug KC-97 wird vereinzelt fälschlich als Stratotanker bezeichnet. Nach sämtlichen seriösen Quellen (auch Boeing und USAF) wird jedoch auch die KC-97 Stratofreighter genannt. Den Namen Stratotanker trägt ausschließlich das strahlgetriebene Nachfolgemodell Boeing KC-135.

## Geschichte
Die US Air Force begann mit dem Einsatz der KC-97 ab 1951. Am 15. März 1951 wurde erstmals eine Boeing B-47 durch eine KC-97A betankt. Ab 1956 wurden die Maschinen nach und nach durch die Boeing KC-135 ersetzt, da der Geschwindigkeitsunterschied zwischen Tankflugzeug und zu betankenden Kampfflugzeugen zu groß war. Die KC-97 mussten beim Tankvorgang fast mit Höchstgeschwindigkeit fliegen, während das zu betankende Strahlflugzeug fast bis zum Strömungsabriss verlangsamen musste. Die KC-97 wurden danach als Reservemaschinen der US Air Force und bei der Air National Guard verwendet. 1973 wurden die Maschinen endgültig ausgemustert. Insgesamt baute Boeing 811 Exemplare, davon 219 als KC-97E und 592 KC-97G mit externen Zusatztanks. Die KC-97 hatte vier Pratt & Whitney R-4360-59-Motoren mit je 3500 PS. Sie wurden mit Benzin angetrieben, während sie hauptsächlich Kerosin transportierten. Die von der G-Version aufgerüsteten KC-97L erhielten zusätzlich zwei Strahltriebwerke vom Typ General Electric J47-GE-23 für verbesserte Flugleistungen in großen Höhen.
Die KC-97 war von entscheidender Bedeutung für die Boeing B-47-Missionen der frühen 1950er-Jahre. Als Beispiel gelten die Flüge von der arktischen Thule Air Base auf Grönland. Die Maschinen mussten bei −40 °C starten. Die Navigation der KC-97 im arktischen Winter erforderte eine hohe Konzentration.
Aufbauend auf der Boeing C-97 wurde das Langstrecken-Passagierflugzeug Boeing 377 Stratocruiser entwickelt. Es wurde in den Jahren 1947 bis 1950 von gebaut und hatte eine Kapazität von 55 bis 117 Personen in einer Druckkabine. Insgesamt wurden davon nur 56 Stück gebaut.
Eine Reihe von KC-97 überlebten bis heute. Eine von ihnen, die Angel of Deliverance, flog für die Berlin Airlift Historical Foundation und ist noch heute flugfähig. Weitere Maschinen stehen im National Museum of the United States Air Force auf der Wright-Patterson Air Force Base in Dayton (Ohio), im March Field Air Museum in Riverside (Kalifornien) und im Carolinas Aviation Museum in Charlotte (North Carolina).

## Produktion
| Version | 1950 | 1951 | 1952 | 1953 | 1954 | 1955 | 1956 | SUMME |
| ------- | ---- | ---- | ---- | ---- | ---- | ---- | ---- | ----- |
| A       | 2    | 1    |      |      |      |      |      | 3     |
| E       |      | 43   | 17   |      |      |      |      | 60    |
| F       |      |      | 106  | 52   |      |      |      | 158   |
| G       |      |      |      | 154  | 233  | 127  | 78   | 592   |
| SUMME   | 2    | 44   | 123  | 206  | 233  | 127  | 78   | 813   |

| Version | aus    | 1963 | 1964 | 1965 | 1966 | 1970 | 1971 | SUMME |
| ------- | ------ | ---- | ---- | ---- | ---- | ---- | ---- | ----- |
| F       | C-97F  | 4    |      |      |      |      |      | 4     |
| L       | KC-97G |      |      | 45   | 11   | 5    | 21   | 82    |
| SUMME   |        | 4    |      | 45   | 11   | 5    | 21   | 86    |

Ab 1960 wurden die E- und F-Versionen weitgehend ausgemustert, während die KC-97G für eine Anzahl Umbauten verwendet wurde. Bereits 1953 waren die drei KC-97A in C-97A, 1955 zwei KC-97G in YC-97J und zwischen 1962 und 1967 insgesamt sechs KC-97F in C-97F umgebaut worden.

## Versionen
Die Versionen der C-97 Stratofreighter sind im Hauptartikel Boeing C-97 aufgeführt.
KC-97AUmbau von drei C-97A zu Tankflugzeugen. Nach erfolgreichen Tests wieder zu C-97A umgebaut.
C-97Ezu Transportern umgebaute KC-97E.
KC-97E
Serienversion zur Luftbetankung mit 2610 kW leistenden R-4360-35C-Motoren, 60 wurden gebaut.
C-97Fzu Transportern umgebaute KC-97F.
KC-97F
KC-97E mit 2800 kW leistenden R-4360-59B-Motoren, 159 wurden gebaut.
C-97G135 zu Transportern umgebaute KC-97G.
EC-97GUmbau von mindestens drei KC-97G zur elektronischen Aufklärung. Die EC-97G 53-106 wurde von der CIA (mit USAF-Kennzeichen) zur Aufklärung in den Luftkorridoren nach West-Berlin eingesetzt.
KC-97G
Serienversion, die als Tankflugzeug und Transporter eingesetzt werden konnte. Ausrüstung mit zwei Zusatztanks unter den Tragflächen, 592 wurden gebaut.
GKC-97G
Fünf KC-97G, die zur Schulung am Boden eingesetzt wurde.
JKC-97G
Ausrüstung einer KC-97G mit je einem zusätzlichen General Electric J47-GE-23-Strahltriebwerk unter den Tragflächen, später als KC-97L klassifiziert.
HC-97GUmbau von 22 KC-97G als Leitflugzeuge für SAR-Operationen.
KC-97H
Ausrüstung einer KC-97F mit den Schlauch-Betankungssystem der US-Marine.
YC-97JAusrüstung von zwei KC-97G mit vier je 4250 kW leistenden Pratt & Whitney-YT34-P-5-Turboprops. Obwohl erfolgreich, wurden weitere Umbauten zugunsten der Boeing KC-135 gestrichen.
C-97Kzu Truppentransportern umgebaute KC-97G.
KC-97L
Ausrüstung von 81 KC-97G mit je einem zusätzlichen General Electric J47-GE-23-Strahltriebwerk unter den Tragflächen.

## Zwischenfälle
- Am 23. April 1953 explodierte an einer Boeing KC-97 Stratofreighter der United States Air Force (USAF) (Luftfahrzeugkennzeichen unbekannt) ein paar Minuten nach dem Start vom Boeing Field (Washington, USA) ein Triebwerk und beschädigte das Heck. Alle 10 Besatzungsmitglieder auf dem Testflug sprangen erfolgreich mit dem Fallschirm ab. Ein Flugvorbereitungsmechaniker (24) der Boeing Airplane Co. kam als unbefugter Passagier ums Leben, weil er ohne Fallschirm mitflog. Es war der erste Totalverlust einer KC-97.[5]

- Am 27. Juni 1954 wurde eine Boeing KC-97G Stratofreighter der United States Air Force (USAF) (52-2654) 8 Kilometer nördlich der March Air Force Base nahe Riverside (Kalifornien) (USA) gegen den Box Springs Mountain (Kalifornien) geflogen und stürzte auf einen mit Felsbrocken übersäten Bergrücken. Durch diesen CFIT (Controlled flight into terrain) wurden alle 14 Insassen getötet, sieben Besatzungsmitglieder und 7 Passagiere.[6]

- Am 29. Oktober 1957 wurde mit einer Boeing KC-97G Stratofreighter der United States Air Force (USAF) (52-2711) nach dem Start von der Roswell-Walker Air Force Base (New Mexico, USA) eine neunstündige Tiefflugübung durchgeführt. Bei schlechtem Wetter machten die Piloten offenbar eine falsche Positionsbestimmung. Das Flugzeug wurde beim Überfliegen der Stadt Gray Mountain in einer Höhe von weniger als 20 Metern beobachtet, wo die Wolkendecke bis auf wenige Meter über dem Boden sank. Sekunden später war eine Explosion zu hören, als es 56 Kilometer nördlich des Flughafens Flagstaff (Arizona, USA) auf einen wolkenverhangenen Berg aufschlug. Durch diesen CFIT (Controlled flight into terrain) wurden alle 16 Insassen getötet, Besatzungsmitglieder und Passagiere. Es war der schwerste Unfall einer KC-97, gemessen an der Anzahl der Todesopfer.[7]

- Am 18. Januar 1959 wurde eine Boeing KC-97G Stratofreighter der United States Air Force (USAF) (53-0308) auf der Elmendorf Air Force Base (Alaska, USA) durch einen Brand am Boden zerstört. Alle 24 Insassen, Besatzungsmitglieder und Passagiere, überlebten den Unfall.[8]

- Am 30. November 1970 wurde mit einer Boeing 707-373C der Trans World Airlines (TWA) (N790TW) am Flughafen Tel Aviv-Lod der Start zu einem Frachtflug eingeleitet. Zeitgleich wurde eine leere, unbeleuchtete Boeing KC-97G Stratofreighter (4X-FPS/037) über die Startbahn geschleppt. Trotz eines versuchten Startabbruchs kam es zum Zusammenstoß und Brand beider Flugzeuge. Dabei kamen zwei Personen am Boden ums Leben, die dreiköpfige Besatzung der TWA-Maschine überlebte den Zwischenfall.[9][10]

- Am 17. September 1971 wurde eine Boeing KC-97G Stratofreighter der israelischen Luftstreitkräfte (4X-FPR/033) östlich des Suezkanals von ägyptischen Raketen abgeschossen, nachdem es Berichten zufolge in den ägyptischen Luftraum entlang des Suezkanals eingedrungen war. Von den acht Insassen wurden 7 getötet. Es war der letzte Totalverlust einer KC-97[11]

## Technische Daten

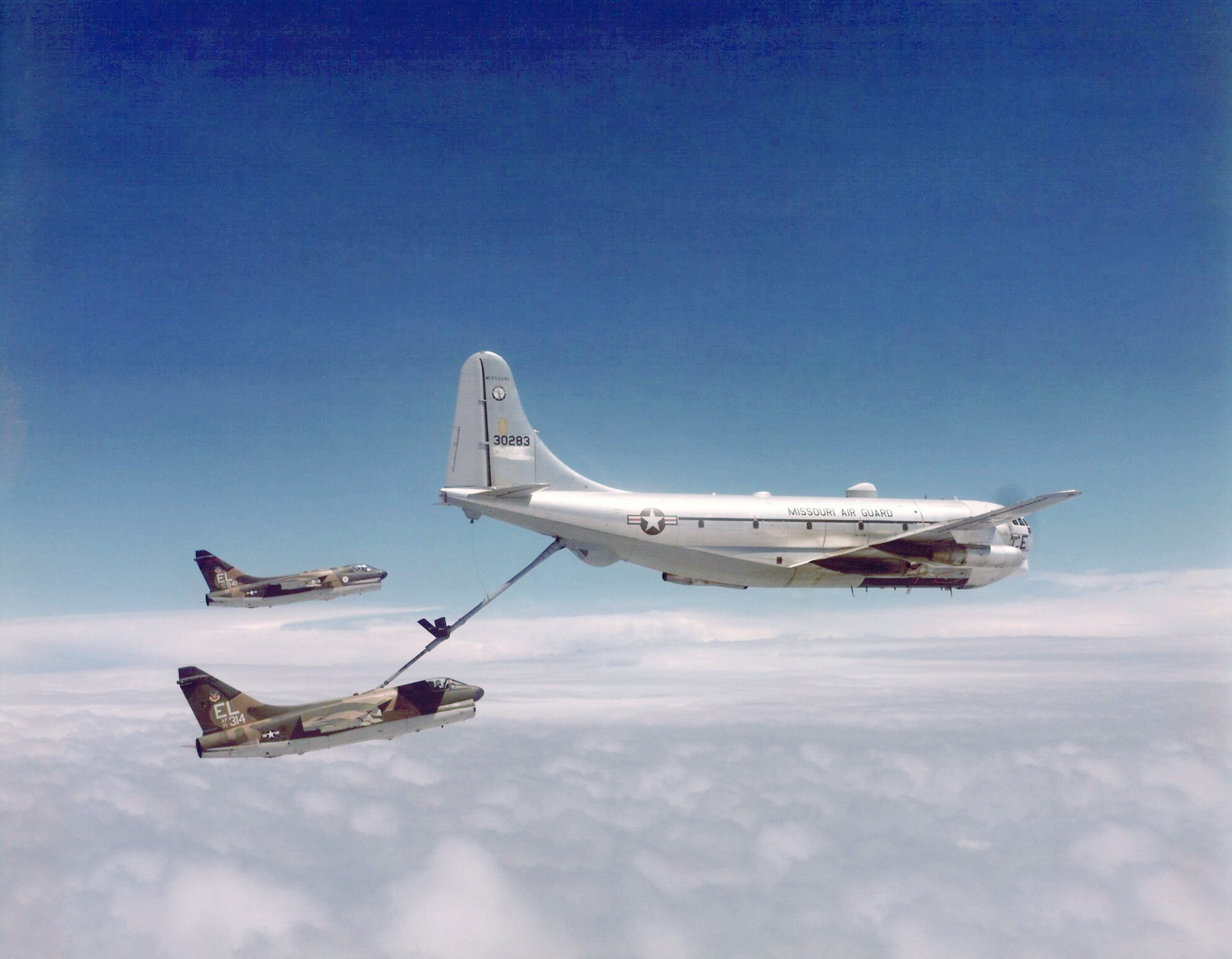
Ein KC-97L beim Betanken zweier A-7 Corsair II

| Kenngröße                | Daten                                                                      |
| ------------------------ | -------------------------------------------------------------------------- |
| Besatzung                | 5                                                                          |
| Länge                    | 35,89 m                                                                    |
| Spannweite               | 43,05 m                                                                    |
| Höhe                     | 11,68 m                                                                    |
| Flügelfläche             | 164,3 m²                                                                   |
| Flügelstreckung          | 11,3                                                                       |
| Leermasse                | 37.421 kg                                                                  |
| Startmasse               | 69.400 kg                                                                  |
| Antrieb Kolbenmotoren    | vier Pratt & Whitney R-4360-59-Sternmotoren mit je 3.800 PS (ca. 2.800 kW) |
| Antrieb Strahltriebwerke | Zwei General Electric J47-GE-23-Turbojets                                  |
| Höchstgeschwindigkeit    | 643 km/h                                                                   |
| Dienstgipfelhöhe         | 9.144 m                                                                    |
| Reichweite               | 3.700 km                                                                   |